# نهر بونغو

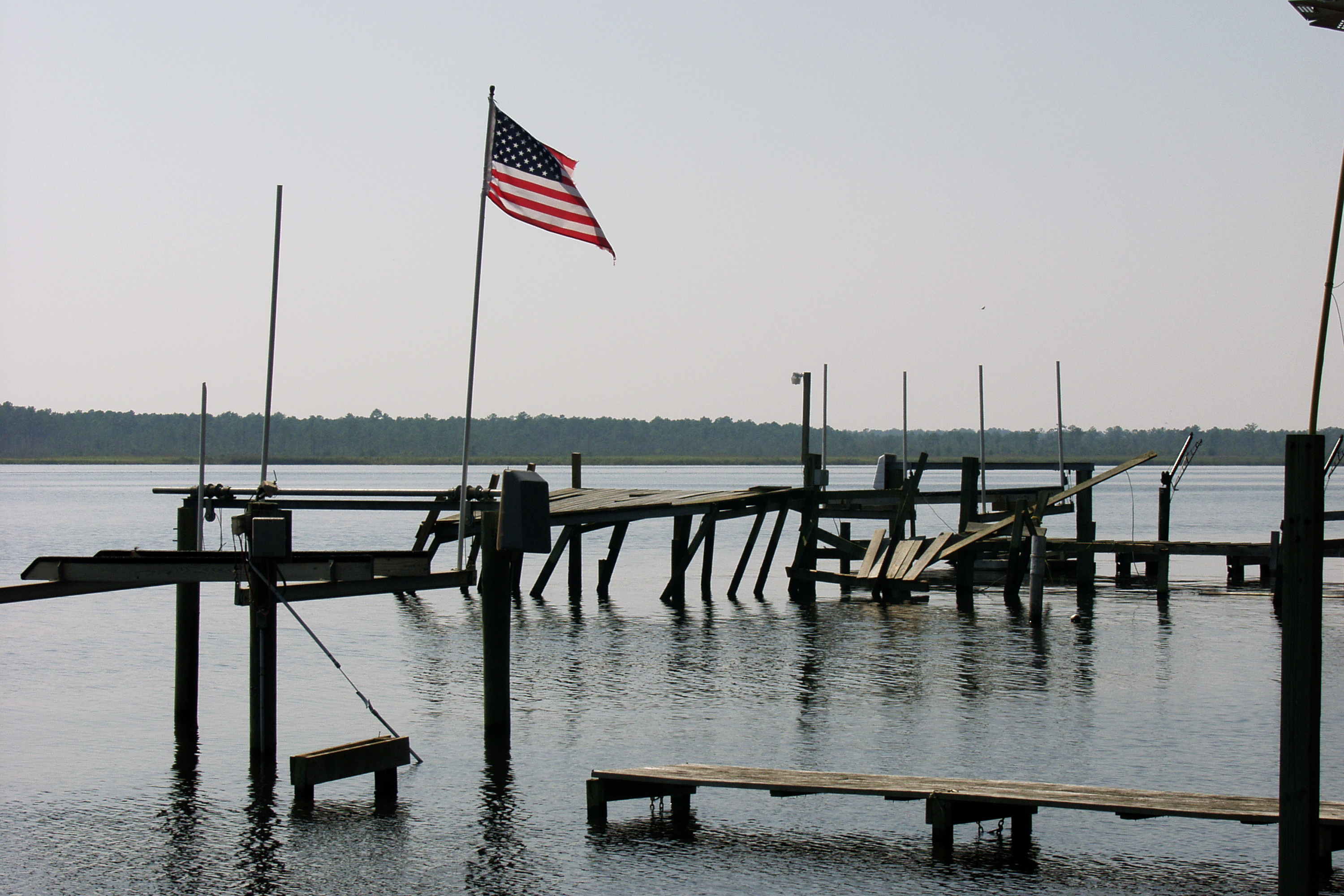
رصيف مكسور على ضفاف نهر بونغو في مدينة بلهافن

نهر بونغو (بالإنجليزية: Pungo River)‏ هو نهر في شرقي ولاية كارولاينا الشمالية، بالولايات المتحدة الأمريكية. يبدأ المنبع أصلا في مستنقعGreat Dismal Swamp في مقاطعة واشنطون، كارولاينا الشمالية، في الجزء العلوي من نهر تم إنشاء قناة نهر بونغو، حفرت في 1950s لتحسين الصرف للأراضي الزراعية المحلية. يتدفق النهر نحو جنوب شرق البلاد ويشكل جزءا من الحدود الطبيعية بين ومقاطعة هايد. ثم يتوسع النهر بشكل كبير، ويتجه غربا، ويتدفق عبر بلهافن، قبل أن ينضم إلى نهر بامليكو (بالإنجليزية: Pamlico River)‏ قرب Pamlico Sound.
قناة 21 - ميل تربط نهر بونغو مع نهر التمساح على شرقه.

## وصلات خارجية
- Pungo River, Trails.com
- Belhaven, North Carolina official site
- Pungo River paddle trail map, جامعة ولاية كارولاينا الشمالية